# 17th Street/Santa Monica College (métro de Los Angeles)
17th Street/Santa Monica College est une station du métro de Los Angeles desservie par les rames de la ligne E et située à Santa Monica en Californie.

## Localisation
Station du métro de Los Angeles en surface, 17th Street/Santa Monica College est située sur la ligne E à l'intersection de Colorado Avenue et de 17th Street à Santa Monica à l'ouest de Downtown Los Angeles. 
La ligne E, avec ses 24,5 kilomètres de rail, permet de relier le centre-ville de Los Angeles à celui de Santa Monica,.

## Histoire
En service de 1875 à 1953 en tant que gare des réseaux de chemin de fer Los Angeles and Independance et Pacific Electric, la station 17th Street/Santa Monica College est remise en service le 20 mai 2016, lors de l'inauguration des sept stations de la phase 2 des travaux de construction de la ligne E. Auparavant, la station était nommée Sunset.

## Service

### Desserte
17th Street/Santa Monica College est desservie par les rames de la ligne E du métro. Des rames de métro y circulent de 5 heures du matin environ jusqu'à 1 heure le jour suivant. 
Elle est située, comme son nom l'indique, à proximité du Santa Monica College(SMC).

### Intermodalité
La station est desservie par les lignes d'autobus 41, 42 et 44 de Big Blue Bus (en). Un stationnement incitatif à disposition des usagers à proximité de la station.

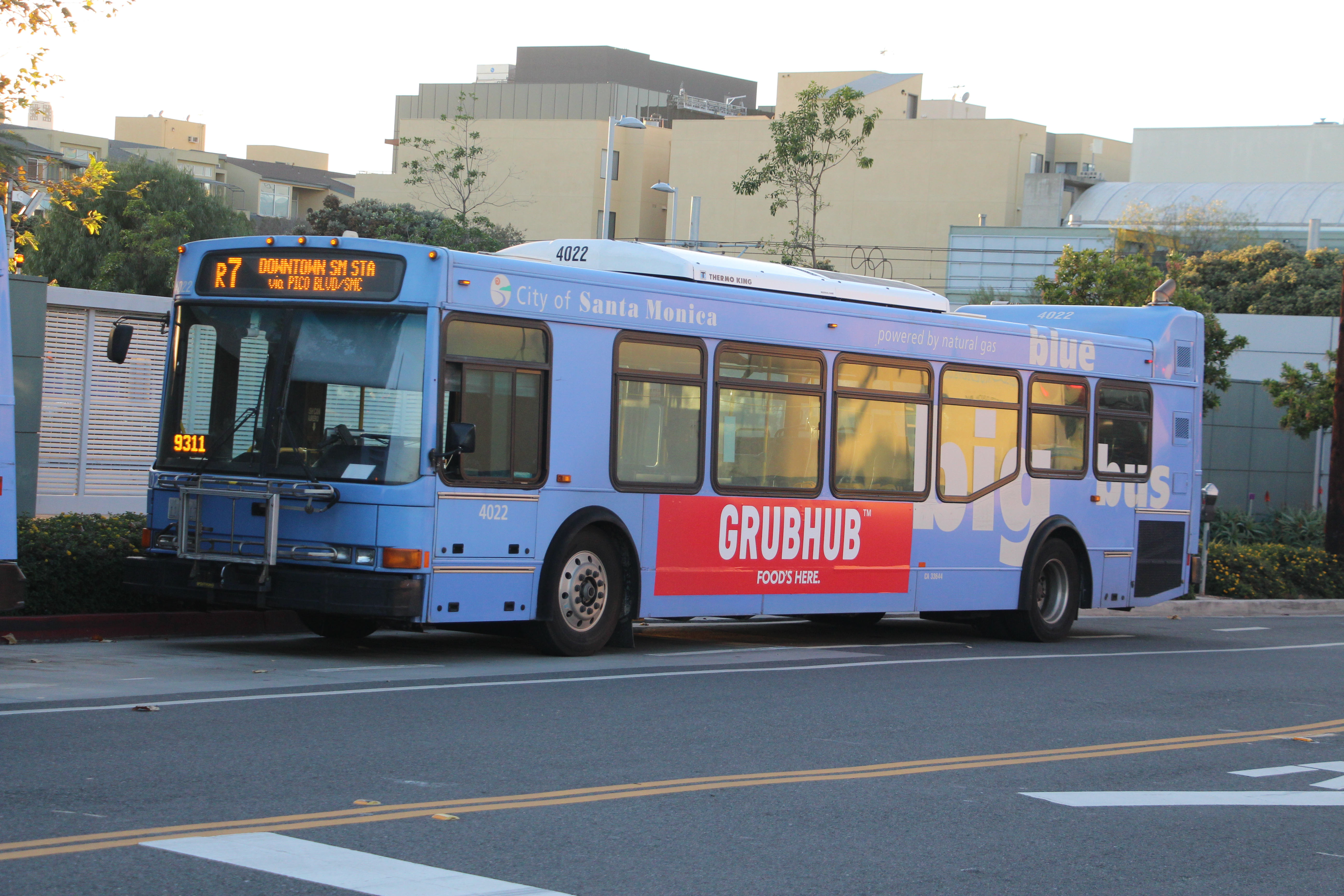
La station est desservie par des lignes d'autobus du réseau Big Blue Bus de Santa Monica.

## Architecture et œuvres d'art
La station est ornée d'une œuvre d'art public intitulée What you wore, What you wear et créée en 2013 par l'artiste Carmen Argote. Celle-ci consiste en des panneaux installés en haut de l'entrée du quai, qui sont composés de divers vêtements suspendus, censés symboliser le flux des passagers à l'heure de pointe ou bien en heures creuses selon la disposition des habits,.